# ピック・デュ・ミディ・ドソー
ピック・デュ・ミディ・ドソー（フランス語: Pic du Midi d'Ossau）は、ピレネー山脈にある山。行政的にはヌーヴェル＝アキテーヌ地域圏ピレネー＝アトランティック県に属している。標高は2,884 m。

## 地理

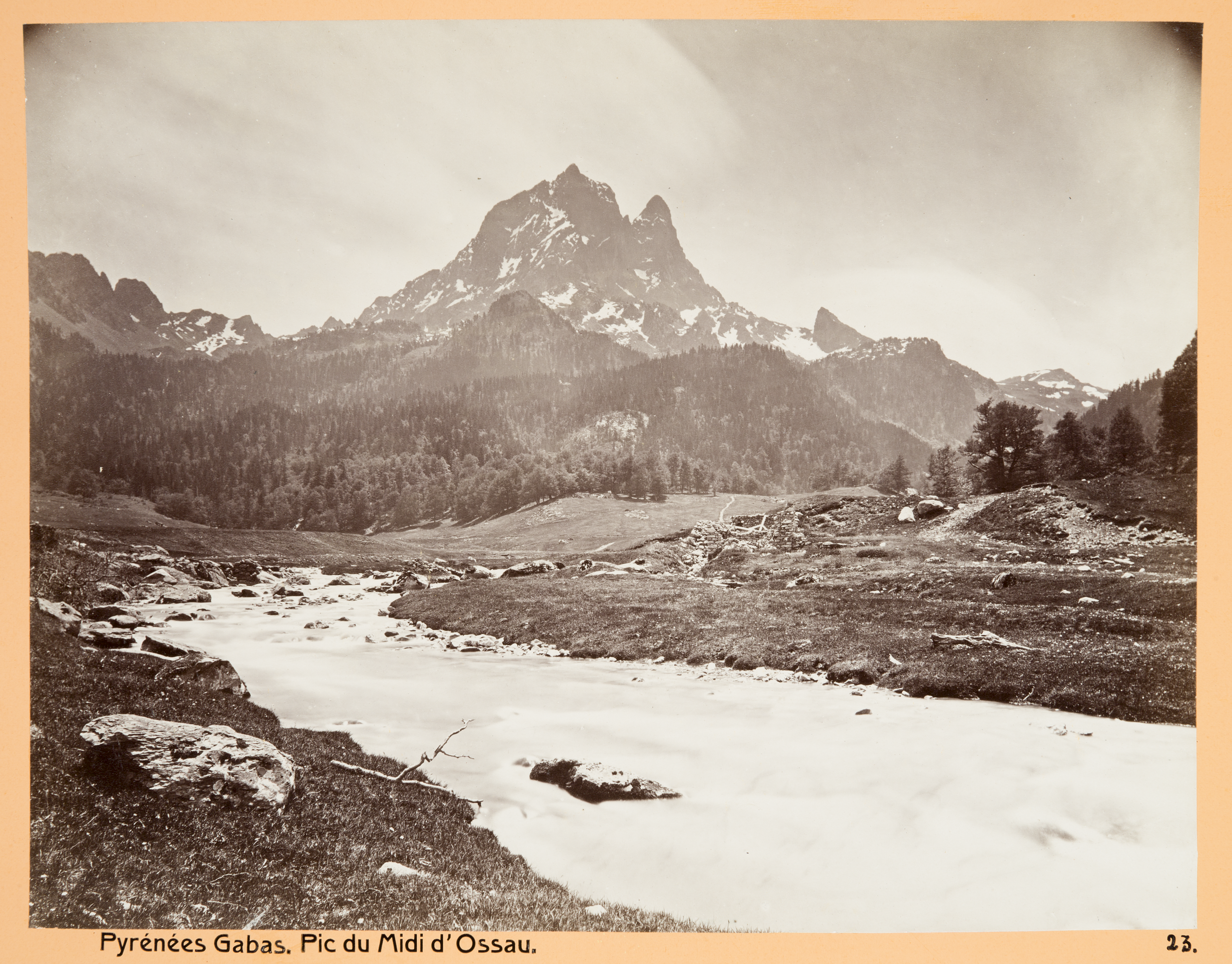
1886年頃のミディ・ドソー

ピレネー＝アトランティック県のオソー渓谷から立ち上がっている。その氷河のみならず、特徴的な形状の山頂部分でも、フレンチピレネーを象徴する山である。その遠方からでも容易に識別でき、55kmも北に離れたポーからでもその特徴的な形状を見ることができる。山域はピレネー国立公園に登録されている。

## 登頂
1552年、後にエール司教となるフランソワ・フォワ＝カンダル率いる登山隊によって初登頂がなされたとされている。真に登頂がなされたかどうかは議論の対象となっているが、1787年に軍事測量者が登頂した際には、すでに山頂に三角形のケアンがあったと指摘している。確実な記録としての初登頂は1979年10月2日に記録されており、ギヨーム・デルフォーとその同伴者である羊飼いのマチューが登頂した。